# Earle Wells
Earle Wells (Auckland, 1933. október 27. – 2021. október 1.) olimpiai bajnok új-zélandi vitorlázó.

## Pályafutása
A vitorlázás mellett evezésben is versenyzett. Kormányos négyesben majdnem olimpiai csapattag lett az 1960-as római olimpiára készülő együttesben. Az 1964-es tokiói olimpián repülő hollandiban aranyérmet szerzett Helmer Pedersennel. Vitorlázásban később váltott és sárkányhajóval versenyzett, majd óceáni versenyeken vett részt. Ötször teljesítette a Sydney-Hobart vitorlásversenyt. 
1990-ben Pedersennel az Új-zélandi Sport Hírességek Csarnokának tagjává választották.

## Sikerei, díjai
- Olimpiai játékok
  - aranyérmes: 1964, Tokió – repülő hollandi